# Ciclone Kyarr
A tempestade superciclônica Kyarr foi um ciclone tropical extremamente poderoso que se tornou a primeira super tempestade ciclônica no Oceano Índico Norte desde Gonu em 2007. Foi também o segundo ciclone tropical mais forte do Mar Arábico e um dos ciclones tropicais mais intensos da história do Oceano Índico Norte. A sétima depressão, o quinto ciclone nomeado e a primeira e única super tempestade ciclônica da temporada anual, Kyarr desenvolveu-se a partir de um sistema de baixa pressão próximo ao Equador. Em 24 de outubro o sistema conforme se movia para o leste, organizou-se e intensificou-se para uma tempestade tropical. A tempestade passou por uma rápida intensificação e atingiu o status de super tempestade ciclônica em 27 de outubro, ao virar para oeste.
Apesar da imensa força da tempestade e de muitos países serem afetados pelas marés altas e ondas de tempestade, não houve relatos de fatalidades.

## História meteorológica
Uma área de baixa pressão se formou em 17 de outubro no Mar da Arábia, a oeste da Índia, perto das ilhas Lakshadweep. Naquela época, o Departamento Meteorológico da Índia (IMD) previu que a baixa viria a se transformar em um ciclone tropical. A baixa permaneceu na mesma região geral por alguns dias, tornando-se bem marcada a partir de 22 de outubro. O IMD classificou o sistema como uma depressão no início de 24 de outubro, evoluindo para uma depressão profunda no final do dia. No mesmo dia, o Joint Typhoon Warning Center (JTWC) começou a emitir alertas no sistema, classificando-o como Ciclone Tropical 04A.
A depressão profunda inicialmente mudou para o nordeste em direção à costa oeste da Índia. No início de 25 de outubro, o IMD atualizou o sistema para uma tempestade ciclônica, batizando-o de Kyarr. Mais tarde naquele dia, a tempestade virou para o norte e se intensificou ainda mais para uma forte tempestade ciclônica. Temperatura quente da água em torno de 28 °C (82 °F), bem como baixo cisalhamento do vento, alimentou a intensificação rápida.  Kyarr se virou para o noroeste da Índia em 26 de outubro. No mesmo dia, o IMD atualizou a tempestade para uma tempestade ciclônica muito severa e depois para uma tempestade ciclônica extremamente severa. No início de 27 de outubro, o IMD melhorou Kyarr para uma super tempestade ciclônica, a primeira na bacia desde Gonu em 2007; foi também a única tempestade super ciclônica registada no Mar da Arábia a ocorrer após a temporada de monções.  Tanto o IMD quanto o JTWC estimaram ventos máximos sustentados de pico de 240 km/h (150 mph), com uma pressão central mínima de 922 mbar (27.2 inHg) estimado pelo IMD. Operacionalmente, o JTWC estimou ventos ligeiramente mais altos de 250 km/h (155 mph).
Em seu auge, Kyarr tinha um olho bem definido, rodeado por bandas de chuva e vazão bem definidas. Por cerca de 12 horas, Kyarr manteve o pico de intensidade, embora tenha permanecido uma super tempestade ciclônica por cerca de 51 horas enquanto de se mover em direção à Península Arábica. Em 30 de outubro, a tempestade começou a enfraquecer quando a pista mudou para oeste, caindo para a intensidade de uma forte tempestade ciclônica. No mesmo dia, Kyarr coexistiu com a Tempestade Ciclônica Maha, marcando a primeira vez que houve duas tempestades ciclônicas simultâneas no Mar da Arábia. Kyarr se virou para sudoeste, paralelamente ao litoral da Península Arábica. Em 31 de outubro, enfraqueceu para uma depressão profunda e Kyarr piorou ainda mais para uma depressão no dia seguinte. A circulação passou logo ao norte de Socotra em 2 de novembro, e logo depois enfraqueceu em uma baixa remanescente na costa norte da Somália.

## Preparações e impacto
Devido à grande circulação do ciclone, o IMD recomendou que todos os pescadores evitassem navegar no Mar da Arábia por cinco dias. A Guarda Costeira Indiana resgatou pelo menos 19 pescadores apanhados pela tempestade. A Marinha Indiana resgatou 17 pescadores de um barco que naufragou em alto mar a oeste de Mumbai. Em 24 de outubro, Kyarr levou à praia o navio químico Nu-Shi Nalini, perto de Dona Paula, no estado de Goa, que transportava nafta, um explosivo. O material foi recuperado cerca de um mês após a tempestade e foi enviado no início de janeiro de 2020. Também offshore, o ciclone forçou dois navios de cruzeiro da AIDA a redirecionar seus caminhos.
Antes do ciclone tropical, o IMD emitiu alertas de chuva e ondas para os estados indianos de Maharashtra, Karnataka e Goa.  Quando Kyarr se aproximou do oeste da Índia, o ciclone trouxe fortes chuvas na costa, chegando a 400 mm (16 in) em Malvan, Maharashtra. Em Goa, as chuvas causaram inundações repentinas, enquanto ventos fortes derrubaram árvores e linhas de energia. Em Bombaim, as fortes chuvas da tempestade contribuíram para um surto de dengue, com um aumento de 70% nos casos da doença transmitida pelo mosquito em dezembro de 2019 em comparação com o mesmo mês de 2018. Em Gujarat, mais de 157.000 os agricultores entraram com ações de seguro devido a danos relacionados à Kyarr, com a maioria das perdas relacionadas ao amendoim e ao algodão. O governo estadual reembolsou os agricultores por suas perdas.
No sul do Paquistão, as autoridades fecharam praias e abriram quatro abrigos devido às marés altas do ciclone. As inundações afetaram partes de Karachi, fechando uma seção do Defense Raya Golf and Country Club.
As marés altas de Kyarr inundaram cidades na costa de Omã. Nos vizinhos Emirados Árabes Unidos, a maré alta inundou ruas, casas e escolas nas áreas costeiras do leste de Sharjah e Fujairah. Chuvas fortes nos arredores de Kyarr também causaram inundações em Dubai.
Kyarr começou a desacelerar enquanto se movia pelo mar da Arábia e se dissipou antes de chegar à Ilha de Socotra.